# انانگویه (اگباویل)
انانگویه (اگباویل) (به لاتین: Ananguié (Agboville)) یک منطقهٔ مسکونی در ساحل عاج است که در Agnéby واقع شده‌است.